# Haus Wittgenstein

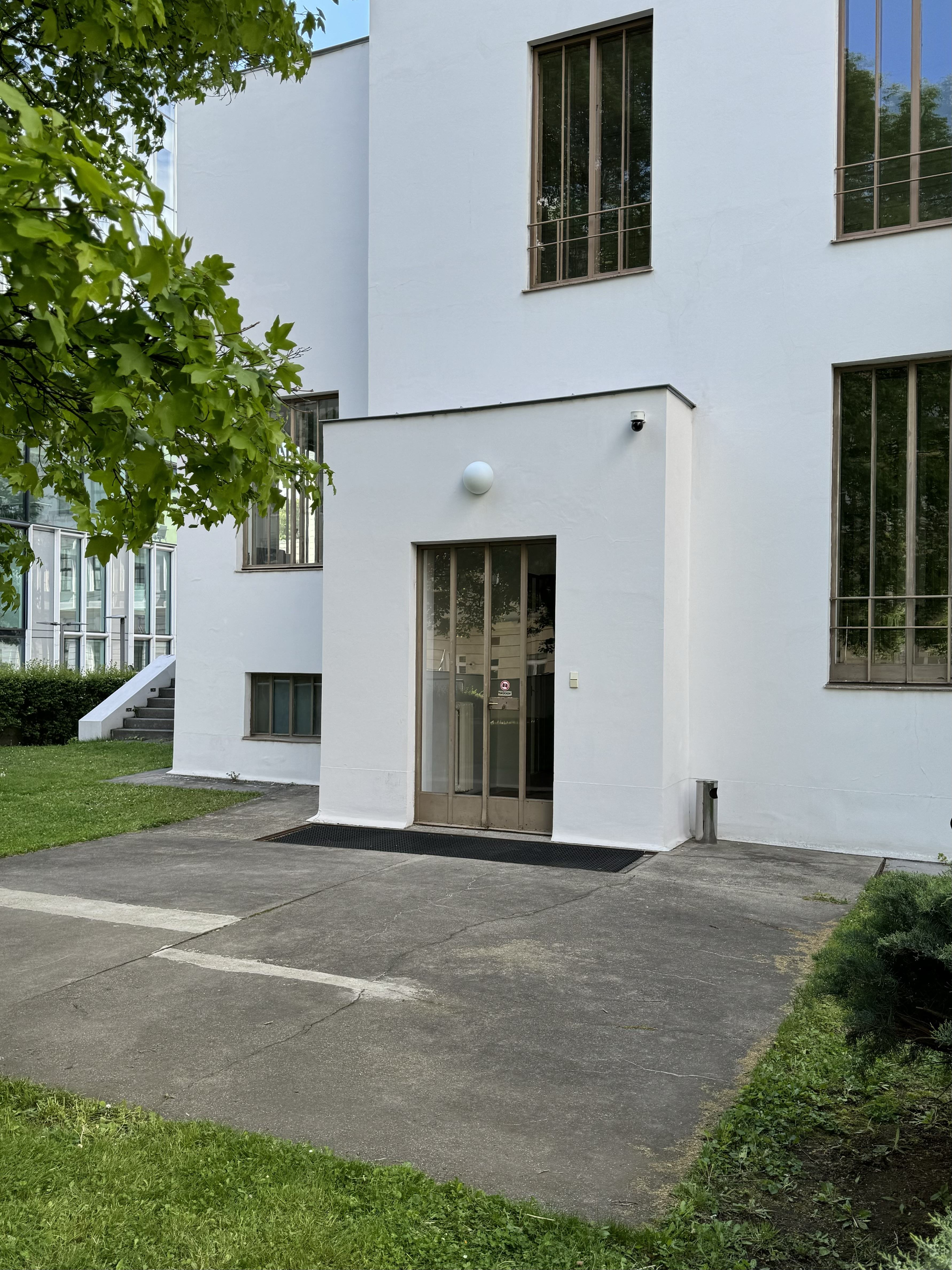
Huvudingången till Haus Wittgenstein.

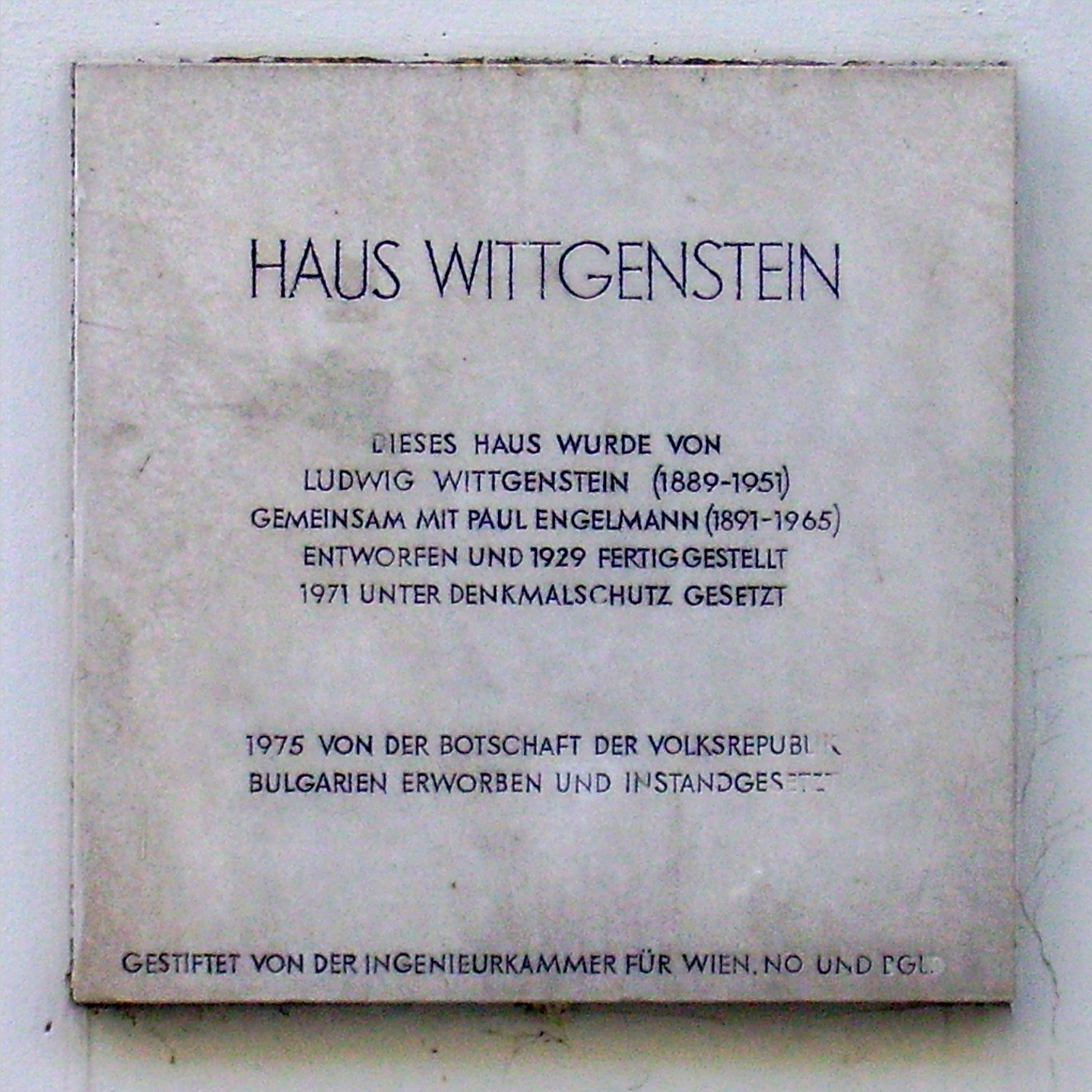
Informationsplatta på huset.

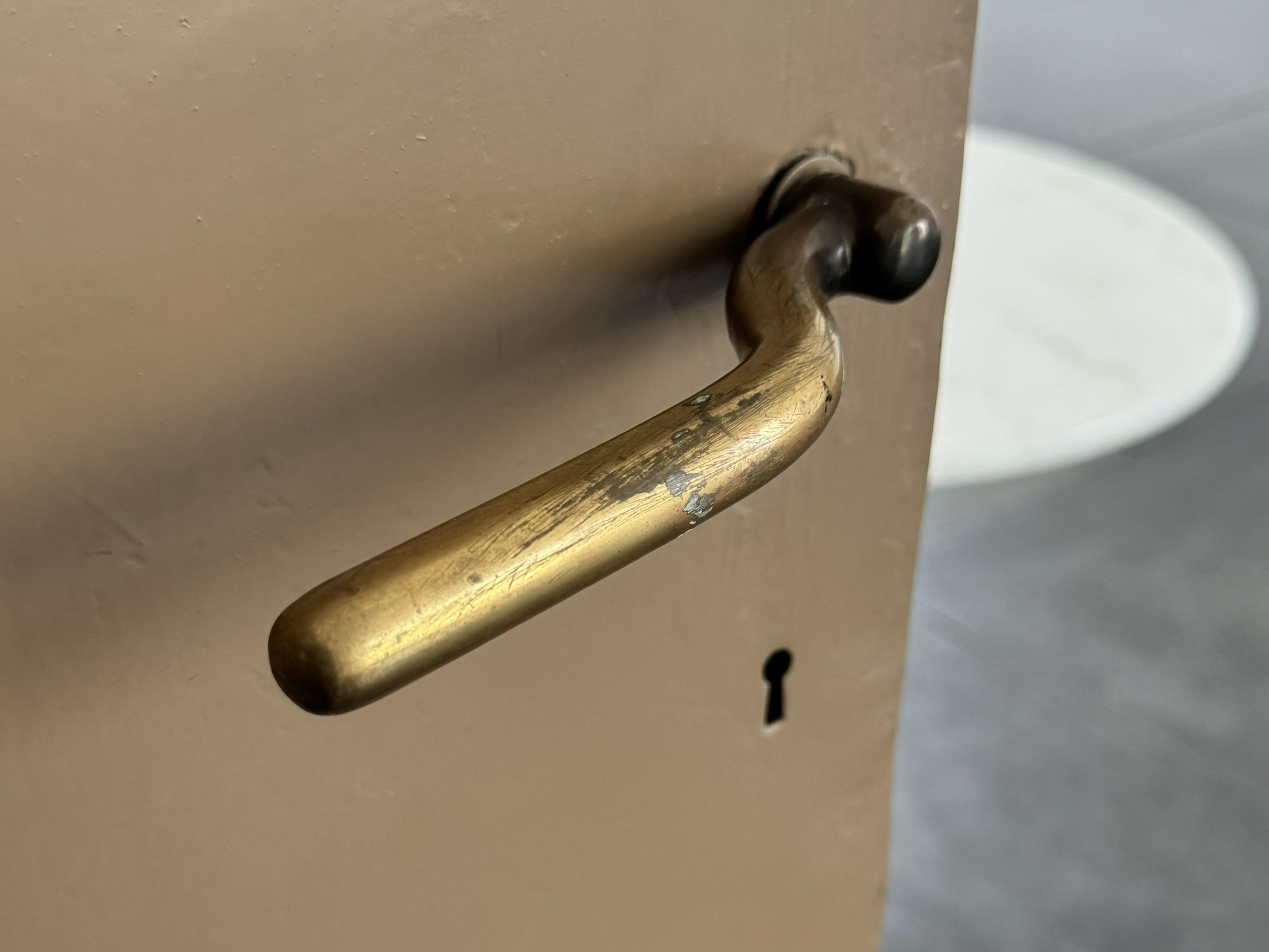
Ett dörrhandtag i ett av rummen.

Haus Wittgenstein är ett k-märkt hus i modernistisk stil i Wien, som ritats av arkitekten Paul Engelmann (1891-1965) och Ludwig Wittgenstein.
Margaret Stonborough-Wittgenstein, syster till Ludwig Wittgenstein, kontrakterade år 1925 Paul Engelmann att rita och bygga ett hus mellan Parkgasse och Kundmanngasse i stadsdelen Landstrasse i Wien. Ludwig Wittgenstein engagerade sig i projektet och arbetade i två års tid med att rita delar av huset, bland annat dörrar, dörrhandtag, fönster och värmeelement. Huset blev klart 1928.
Huset beboddes av Margaret Stonborough-Wittgenstein till hennes död 1958 och såldes 1971 för att rivas. Efter en kampanj av arkitekter i Wien, kulturmärktes huset och togs 1975 över av den bulgariska staten. Det inrymmer numera Bulgariens kulturinstitut i Wien.